# Срыв пламени
Срыв пла́мени — затухание пламени в камере сгорания, как нарушение работы воздушно-реактивного двигателя; может быть вызвано такими причинами, как: нехватка топлива, нарушение работы компрессора, недостаток кислорода, повреждение инородными телами (например, попадание птиц, града или вулканического пепла), крайне неблагоприятные погодные условия (ветер, дождь, град), усталостные механические повреждения.
Срыв пламени наиболее часто происходит при работе двигателя на средней или малой мощности силовой установки (например, во время крейсерского полёта или на этапе снижения). В большинстве случаев работа двигателей возобновлялась после таких происшествий. Для восстановления после срыва пламени пилот должен убедиться, что есть подача топлива в двигатель, и затем просто перезапустить его, как это описывается в руководстве по лётной эксплуатации воздушного судна.
У первых двигателей, подобных Junkers Jumo-004, использованных в первых немецких самолётах, включая Messerschmitt Me.262, была повышенная степень риска срыва пламени. Быстрое ускорение и неправильная установка дросселя могли приводить к обеднению топливной смеси кислородом и вызывать срыв пламени. Если такое происходит на малой высоте, то очень часто может приводить к крушению самолёта. Современные авиалайнеры сконструированы с более высоким уровнем технических характеристик и управляются системами FADEC, которые постоянно подстраивают параметры работы двигателей для снижения риска срыва пламени.

## Перезапуск двигателей
При остановке двигателей, вызванной срывом пламени, в полёте для их перезапуска часто используется кинетическая энергия воздушного судна. Набегающий поток воздуха раскручивает роторы двигателя и создаёт давление, достаточное для воспламенения топлива (запуск на авторотации). Тем не менее, из-за значительной потери кинетической энергии (скорости и/или высоты полёта), необходимой для проведения данной процедуры, такой способ используется не всегда. В ряде случаев целесообразнее для перезапуска двигателей использовать штатную раскрутку от ВСУ.
На относительно современных самолётах установлена электронная автоматика, непрерывно контролирующая работу двигателей и в случае их остановки выполняющая автоматический перезапуск в полёте.

## Примечательные происшествия срыва пламени
- В 1978 году, двигатели рейса 173 United Airlines отказали, поскольку экипаж отвлёкся на проблему с шасси и не уследил за уровнем топлива. Лайнер совершил аварийную посадку на опушке леса. Из находившихся на борту 189 человек погибло 10.
- В 1982 году, рейс 9 British Airways пострадал от срыва пламени во всех четырёх двигателях, пролетев сквозь облако пирокластических веществ, выброшенных извержением горы Галунггунг. В результате пилотам удалось перезапустить 3 двигателя и совершить безопасную посадку.
- 21 ноября 2002 года, во время программы испытательных полётов Eurofighter DA6, испанский прототип разработки разбился после безнадёжного «срыва пламени в обоих двигателях» во время полёта; оба члена экипажа не пострадали.[1]
- В 2004 году рейс Pinnacle Airlines 3701 пострадал из-за срыва пламени в обоих его двигателях после слишком медленного полёта на максимальной высоте. Воздушное судно разбилось близ Джефферсон-Сити, Миссури, пилоты погибли.[2]
- В сентябре 2007 года во время раздельных испытаний авиабомбы GBU-39 пилот самолёта F-22 Raptor допустил кратковременный срыв пламени во время выполнения 360-градусного разворота с отрицательным ускорением при наличии 8 авиабомб, загруженных в оружейные отсеки. Срыв пламени произошёл из-за того, что манёвр выполнялся с неправильной установкой триммера. Двигатели перезапустились практически немедленно; пилот сохранял управление самолётом и без дальнейших происшествий приземлился на авиабазе Эдвардс в Калифорнии.[3]